# Tambang Rambang
Tambang Rambang is een bestuurslaag in het regentschap Ogan Ilir van de provincie Zuid-Sumatra, Indonesië. Tambang Rambang telt 4233 inwoners (volkstelling 2010).